# TSV Gnarrenburg
Der TSV Gnarrenburg ist ein Sportverein aus Gnarrenburg im Landkreis Rotenburg (Wümme). Die erste Fußballmannschaft spielte zwei Jahre in der höchsten niedersächsischen und ein Jahr in der höchsten bremischen Amateurliga.

## Geschichte
Im Jahre 1891 gründeten Mitarbeiter der örtlichen Glashütte Marienhütte den Turnverein Gnarrenburg. Andere Mitarbeiter gründeten im Jahre 1920 die Spielvereinigung Gnarrenburg. Beide Vereine fusionierten im Jahre 1937 zum TSV Gnarrenburg.
Im Jahre 1949 wurde der TSV Meister der Bezirksklasse Stade-Mitte und erreichte die Aufstiegsrunde zur neu geschaffenen Amateuroberliga Niedersachsen. Das entscheidende Spiel gegen den RSV Lehrte endete vor 5.600 Zuschauern – Gnarrenburg zählte damals nur 2.000 Einwohner – mit 3:3, was den Lehrtern weiterhalf. Die Gnarrenburger wurden in die Amateurliga Bremen versetzt. Dort hatte die Mannschaft zahlreiche Startprobleme, da der eigene Platz wegen einer starken Neigung erst begradigt werden musste.
Nachdem der TSV die Saison als Achter beendete und die Saison 1950/51 schon begonnen hatte, mussten die Gnarrenburger in die Amateuroberliga Niedersachsen-West wechseln. Aufgrund vieler Nachholspiele reichte es nur zum vorletzten Platz, der den Abstieg bedeutete. Ein Jahr später wurde der TSV Meister der Amateurliga 6 und setzte sich in der folgenden Aufstiegsrunde durch. Aber auch im zweiten Anlauf erwies sich die Amateuroberliga als eine Nummer zu groß für den TSV. Mit nur neun Punkten und 144 Gegentoren stiegen die Gnarrenburger als Tabellenletzter wieder ab.
1954 wäre der TSV beinahe durchgereicht worden und schafften den Klassenerhalt erst nach Entscheidungsspielen gegen den Bremervörder SC und dem TuS Syke. Noch vier weitere Jahre hielt sich der Verein in der Amateurliga, ehe 1958 der Abstieg auf Bezirksebene folgte. Zwischen 1996 und 1998 erreichte der TSV noch einmal die Landesliga Lüneburg. Seit dem Abstieg im Jahre 2018 spielt die erste Mannschaft in der 1. Kreisklasse Rotenburg.

## Persönlichkeiten
- Keke Topp